# Штурмфогель
«Штурмфогель» (2000) — роман А. Г. Лазарчука.
Роман описывает события Второй мировой войны в криптоисторическом ключе. Его события происходят не только в нашем мире, но и в мире «верхнем», куда, овладев особой методикой, могут перемещать своё сознание примерно 15% населения Земли. Штурмбаннфюрер СС Штурмфогель, один из аналитиков подразделения «Факел», ведёт в верхнем мире борьбу с агентурой бывшего агента НКВД Александра Волкова. Однако когда он выясняет, что определённые круги рейха хотят перенести войну наверх, что неминуемо приведет к гибели верхнего мира, он дезертирует и начинает свою игру.
Роман вызвал определённые дебаты как среди коллег-фантастов, так и в более широких кругах, в связи с героизацией Третьего рейха. Эти дебаты переросли в дискуссию о правомерности «заигрывания» фантастики с нацизмом.

## Главные герои
- Эрвин Штурмфогель — штурмбаннфюрер СС, аналитик подразделения «Факел».
- Александр Волков — бывший сотрудник Спецотдела НКВД. Инсценировал свою смерть в 1941 году и избежал ареста и ликвидации. Во время Второй мировой войны — террорист-фрилансер. Сотрудничает с американской разведкой.
- Зигфрид Нойман — руководитель подразделения «Факел», бригадефюрер СС.
- Гуго Захтлебен — шеф безопасности подразделения «Факел», оберфюрер СС.

## Сюжет
1934 год, Кёльн. В совершенно секретной разведывательной школе проходит тренировки группа «ментальных разведчиков», людей, чьё сознание способно выйти за пределы тела, внедриться в сознание другого человека и считать необходимую информацию. Дела у группы идут успешно и показательные учения собирается посетить фюрер, но перед этим в школу направляют проверяющего из Берлина для последнего зачёта.
В ходе зачёта группа неспособна покинуть сознание проверяющего — выход через лобную чакру закрыт паутиной, а в сознании проверяющего живут пауки, которые нападают на группу. Группа, в которой служит молодой ментальный разведчик Эрвин Штурмфогель, гибнет в сознании проверяющего практически в полном составе. В числе выживших Штурмфогель, который с этого момента утрачивает способность внедряться в чужое сознание.
Весна 1945 года. Эрвин Штурмфогель, ранее служивший у Рудольфа фон Зеботтендорфа в «Аненербе», теперь служит в группе «Факел», возглавляемой бригадефюрером Нойманом. Группа занимается ментальным шпионажем, передачей мысли на расстояние, ментальными разведками. Кроме того, все члены группы способны переходить в «верхний мир» — Асгард, рай или попросту Верхний (Горний) Иерусалим (Салем).
Верхний Иерусалим населён людьми, чьи сознания (души) способны перемещаться между верхним и нижним телами, а то и находиться в обоих местах одновременно. По мнению Штурмфогеля, не более 15% населения Земли имеют второе тело в верхнем мире и только 7% после специальных тренировок способны перемещаться между телами. В момент, когда основная личность покинула тело, последнее может впасть в сон или кому, но, как правило, ведёт незаметную жизнь заурядного обывателя.
Война подходит к концу, и руководство рейха планирует встречу в верхнем мире между руководителями рейха и представителями стран антифашистской коалиции, чтобы обсудить вопросы капитуляции Германии и перехода к миру с минимальным ущербом для нацистской верхушки. Подразделение «Факел» получает сообщение от своего агента в разведке Донована о том, что американская разведка с помощью бывшего сотрудника НКВД по кличке «Дрозд» планирует засылку в верхний мир группы коммандос с целью устранения присутствующих на переговорах Бормана и Гиммлера. Вдобавок агент сообщает, что в самом «Факеле» находится предатель. Бригадефюрер Нойман начинает внутреннее расследование, параллельно посылая в верхний мир боевую группу «Гейер», усиливая её Эрвином Штурмфогелем в качестве аналитика.
В процессе противодействия группе «Дрозда»-Волкова до Штурмфогеля доходит смысл сложной трёхступенчатой комбинации — спровоцировать нацистов на перенос войны наверх и применение секретного оружия «Фау-3», которое уничтожит и Салем, и весь верхний мир со всеми живущими. Ситуация усугубляется тем, что на Штурмфогеля падает подозрение в предательстве. Тогда Штурмфогель временно исчезает из поля зрения «Факела» и выходит на контакт с антинацистской группой верхнего мира.
Противодействуя друг другу, Штурмфогель и Волков узнают, что за провокацией и собственно за обеими мировыми войнами стоит нечеловеческая цивилизация верхнего мира. В конце романа Штурмфогель и Волков объединяют свои усилия по борьбе с ними.

## Интересные факты
Штирлиц несколько раз упоминается в романе как «король радиоигры из ведомства Шелленберга». 17 марта 1945 года Волков и Штурмфогель случайно встречают Штирлица в вокзальном кафе Берна во время встречи со связником (эпизод из романа «17 мгновений весны» и одноимённого фильма).

## Литературные премии
- 2001: «Меч Руматы»[5]